# Правда Ярославичів
Правда Ярославичів, або Устав Ярославичів — збір законів, виданий 1072 року князями Ізяславом, Святославом та Всеволодом, що найменували себе «Ярославичі», а доба правління та міжосібної боротьби відома як Тріумвірат Ярославичів. Це було перше Велике доповнення «Руської Правди», яке отримало назву «Правда Ярославичів», або «Устав Ярославичів». Значну роль у розробці цих правничих документів відіграли київський воєвода Коснячко Перенег (Печеніг), вишгородський посадник Микула Чудин та княжий радник Никифор (Микифор) Киянин.
«Правда Ярославичів» спрямована насамперед на охорону життя княжих чиновників, княжої власності і власності найвпливовіших посадових осіб Руської держави. Найвищі штрафи (80 гривень) встановлювалися за вбивство дворецького, під'їзного, тіуна і старшого конюха, значно менші (12 гривень) — за вбивство старости, найменші (5 гривень) — за вбивство княжого рядовича. До юрисдикції князя поступово втягувалась і верв: якщо вбивцю не знаходили, то віру сплачувала саме верв, у якій було знайдено тіло загиблого. У разі, коли постраждалий скоював злочин, то його могли «вбити як собаку» без сплати віри. Ці норми зафіксовано у ст. 19—25 «Правди Ярославичів», тобто перші її сім статей запобігали посяганням на життя служилих людей.
Значним кроком у розвитку правової культури Київського князівства стали дві наступні статті, де встановлювалося покарання за вбивство смерда або холопа у 5 гривень та за вбивство раби-кормилиці або дядька-вихователя — 12 гривень.
«Правда Ярославичів» визначала відповідальність за крадіжку чи загибель княжого коня, корови, теляти, вівці залежно від якості і віку худоби (ст. 28, 31), підпалення княжої борті (ст. 32), нищення межових знаків (ст. 34), крадіжку княжого човна (ст. 35), сіна (ст. 39), собаки, яструба, сокола (ст. 37), голуба, лебедя (ст. 36) тощо. Досить високий рівень правової культури укладачів віддзеркалюється у ст. 31 і 40, де спостерігається їхнє розуміння співучасті у скоєнні злочину, прагнення до встановлення персональної відповідальності кожного з його учасників, винагороди викривачам злочину. У ст. 33 законодавець забороняв без княжого дозволу мордувати не лише огнищанина, тіуна або мечника, а й смерда, а у ст. 38 — вбивства злодія вдень або тоді, коли його було зв'язано.
Однак найголовнішими досягненнями «Правди Ярославичів», з одного боку, було скасування кровної помсти і її заміна на грошові стягнення, а з іншого — спрямування віри або штрафу не до постраждалих, а до державної скарбниці.
Разом взяті «Правда Ярослава» («Найдавніша Правда»), «Правда Ярославичів», «Покон вірний» і «Урок мостникам» складають «Коротку Правду».